# SMS Kaiser Friedrich III
O SMS Kaiser Friedrich III foi um navio couraçado pré-dreadnought operado pela Marinha Imperial Alemã e a primeira embarcação da Classe Kaiser Friedrich III, seguido pelo SMS Kaiser Wilhelm II, SMS Kaiser Wilhelm der Grosse, SMS Kaiser Karl der Grosse e SMS Kaiser Barbarossa. Sua construção começou em março de 1895 no Estaleiro Imperial de Wilhelmshaven, foi lançado ao mar em julho de 1896 e comissionado na frota alemã em outubro de 1898. Tinha um deslocamento de mais de onze mil toneladas e era armado com uma bateria principal de quatro canhões de 238 milímetrosem duas torres duplas, apoiadas por uma bateria secundária de dezoito canhões de 150 milímetros.
Seus testes marítimos e modificações duraram por mais de um ano e ele só entrou no serviço ativo no início de outubro de 1899, tornando-se a capitânia do príncipe Henrique da Prússia na I Esquadra da Frota Doméstica. A força se ocupava de exercícios de treinamento, também fazendo várias viagens para outros países, particularmente Reino Unido e Suécia e Noruega. O Kaiser Friedrich III foi seriamente danificado em 1901 depois de bater em rochas submersas no Mar Báltico; este incidente contribuiu para mudanças de projeto em posteriores couraçados da Alemanha a fim de ficaram mais resistentes contra danos submarinos. O navio passou por uma modernização em 1908, com suas armas secundárias sendo reorganizadas e sua superestrutura cortada com o objetivo de reduzir peso.
O Kaiser Friedrich III voltou para o serviço em 1910 e foi colocado na reserva; ele passou os dois anos seguintes atracado, sendo ativado apenas para participar das manobras anuais da frota. Os anos de 1913 e 1914 se passaram sem nenhum serviço ativo até o começo da Primeira Guerra Mundial. Apesar de obsoletos, pelos primeiros meses do confronto o Kaiser Friedrich III e seus irmãos serviram em capacidade limitada como navios de defesa costeira dentro da V Esquadra de Batalha. Eles realizaram duas operações no Báltico, porém não encontraram embarcações inimigas. A embarcação foi tirada do serviço pela última vez em fevereiro de 1915 e acabou descomissionada em novembro, sendo em seguida utilizada como navio prisão e depois navio alojamento. Ele foi desmontado em 1920.

## Catecterísticas

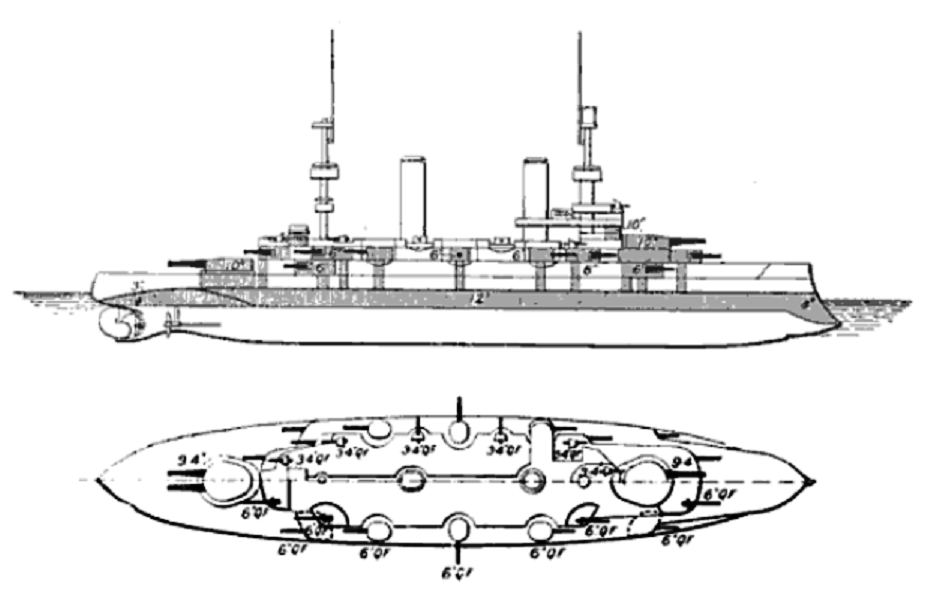
Diagrama da Classe Kaiser Friedrich III.

Depois da Marinha Imperial Alemã ter encomendado em 1889 quatro couraçados da Classe Brandenburg, uma combinação de restrições orçamentárias, oposição da Dieta Imperial e falta de um planejamento coerente para a frota atrasou a construção de mais couraçados. O vice-almirante Leo von Caprivi, ex-Secretário de Estado do Escritório Imperial da Marinha, tornou-se o Chanceler da Alemanha em 1890 e foi sucedido no comando da marinha pelo vice-almirante Friedrich von Hollmann. Este pediu em 1892 um novo couraçado a fim de substituir o antigo ironclad SMS Preussen, construído vinte anos antes, porém a Aliança Franco-Russa assinada no ano anterior colocou a atenção do governo na expansão do orçamento do exército. Oposição parlamentar fez Hollmann adiar o projeto para o ano seguinte, quando Caprivi o defendeu, salientando que a recente expansão naval da Rússia ameaçava a costa alemã no Mar Báltico. Hollmann apresentou em 1893 as estimativas da marinha para o orçamento dos dois ano seguidos, novamente pedindo por um substituto do Preussen, sendo aprovado desta vez. Os novos navios abandonaram o arranjo de seis canhões da Classe Brandenburg em favor de quatro peças de alto calibre, o arranjo padrão de outras marinhas na época.
O Kaiser Friedrich III tinha 125,3 metros de comprimento, uma boca de 20,4 metros e um calado de 7,89 metros. Eles deslocava 11 097 toneladas normalmente e 11 785 toneladas totalmente carregado. O navio era impulsionado por três motores a vapor de tripla expansão vertical com três cilindros que giravam três hélices. O vapor provinha de quatro caldeiras marítimas e oito caldeiras cilíndricas, todas as quais queimavam carvão. A energia gerada pelo Kaiser Friedrich III era de 12 820 cavalos-vapor (9 560 kW), que fazia a embarcação alcançar uma velocidade máxima de 17,5 nós (32,4 km/h). O navio tinha uma tripulação que ia de 658 a 687 homens.
O armamento do Kaiser Friedrich III consistia de uma bateria principal de quatro canhões de 238 milímetros montados em duas torres de artilharia duplas, uma na proa e uma na popa. Suas armas secundárias consistiam de dezoito canhões de 149 milímetros e doze canhões de tiro rápido com 88 milímetros. O navio também carregava doze canhões automáticos, porém estes depois foram removidos. O armamento era finalizado com seis tubos de torpedos com 450 milímetros, todos em suportes giratórios acima da linha d'água. O cinturão de blindagem tinha entre 150 e 300 milímetros de espessura, enquanto o convés era protegido por 65 milímetros. A torre de comando e as principais torres de artilharia eram protegidas por 250 milímetros, já as casamatas da bateria secundária receberam uma proteção de 150 milímetros.

## História

### Início de carreira
A quilha do Kaiser Friedrich III foi batida em 4 de março de 1895 no Estaleiro Imperial de Wilhelmshaven sob o número de construção 22. O imperador Guilherme II da Alemanha, filho do homônimo Frederico III, colocou o primeiro rebite da estrutura. A embarcação foi encomendada sob o nome de Ersatz Preussen para substituir a fragata blindada SMS Preussen. O Kaiser Friedrich III foi lançado no dia 1 de julho de 1896, com Guilherme II novamente presente, desta vez para realizar um discurso. O navio foi comissionado em 7 de outubro de 1898 e começou seus testes marítimos no Mar Báltico. Uma das maiores preocupações era como o arranjo de três hélices se sairia em uma embarcação deste tamanho; a predecessora Classe Brandenburg tinha duas hélices. O navio voltou para Wilhelmshaven em fevereiro de 1899 após finalizar seus testes, sendo descomissionado para que os defeitos identificados pudessem ser concertados. Os trabalhos duraram mais do que o esperado e ele ficou fora do serviço durante boa parte do ano.

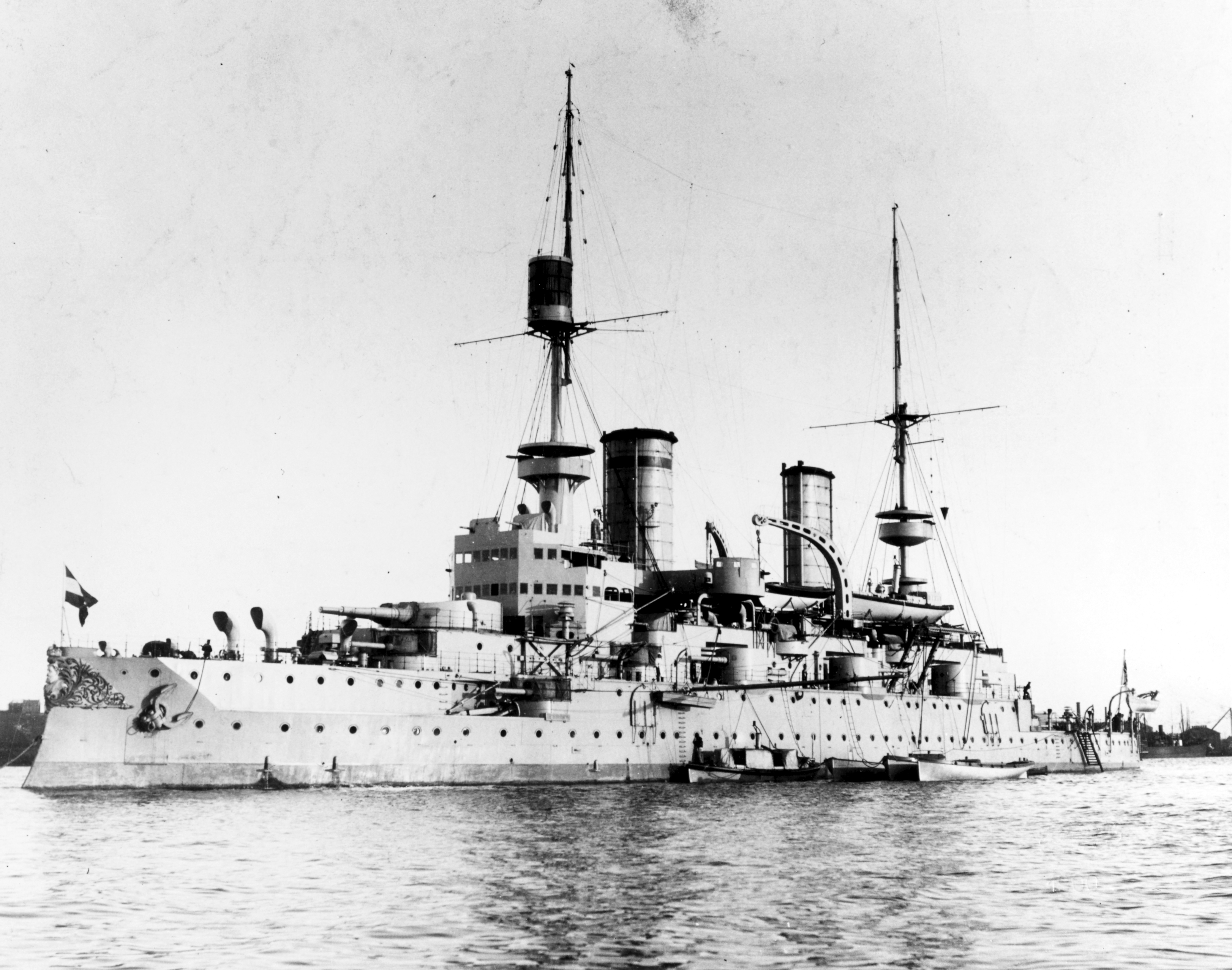
O Kaiser Friedrich III em 1900.

O navio foi recomissionado em 21 de outubro e designado para a II Divisão da I Esquadra da Frota Doméstica, então era comandada pelo vice-almirante Paul Hoffmann. Ele substituiu o ironclad SMS Baden, que fora descomissionado um dia antes. O Kaiser Friedrich III tornou-se a capitânia da II Divisão, comandada pelo contra-almirante Wilhelm Büchsel. O navio, antes mesmo de juntar-se à divisão, escoltou o iate SMY Hohenzollern do imperador e o aviso SMS Hela em uma viagem para o Reino Unido a fim de visitar sua avó, a rainha Vitória. As embarcações deixaram a Alemanha em 17 de novembro, ficando em Dover do dia 18 ao 20, seguindo para Portsmouth, onde ficaram por três dias. Eles pararam em Vlissingen nos Países Baixos na volta entre 24 e 29 de novembro, continuando até Kiel, onde chegaram em 1 de dezembro.
O Kaiser Friedrich III assumiu o papel de capitânia da II Divisão em 24 de janeiro de 1900, quando Büschsel transferiu seu bandeira para o navio. A I Esquadra foi em 2 de abril para a Baía de Danzig. Eles começaram uma viagem pelo Mar do Norte em 7 de maio; as embarcações fizeram paradas em Lerwick nas Ilhas Shetland entre os dias 12 e 15 de maio e em Bergen na Noruega de 18 a 22. A divisão retornou para Kiel quatro dias depois de deixar Bergen. Os quatro couraçados da Classe Brandenburg foram para a China em julho a fim de suprimirem o Levante dos Boxers, algo que forçou uma reorganização da Frota Doméstica. O Kaiser Friedrich III e seu irmão SMS Kaiser Wilhelm II ficaram como os únicos couraçados disponíveis para as manobras anuais da frota, que foram realizadas entre 15 de agosto e 15 de setembro de 1900. Juntaram-se a eles as fragatas blindadas SMS Sachsen e SMS Württemberg, além de seis navios de defesa costeira das classes Siegfried e Odin. O Kaiser Friedrich III foi designado para a força "Alemã" durante as manobras, que deveria combater a esquadra "Amarelo" inimigo. Büchsel depois disso tornou-se o vice-comandante da I Esquadra, transferindo sua bandeira para o Württemberg. Ele foi substituído em 30 de setembro pelo contra-almirante Max von Fischel, porém pouco depois o Kaiser Friedrich III foi para a doca seca a fim de passar por sua revisão anual.
O vice-almirante príncipe Henrique da Prússia, filho de Frederico III e irmão mais novo de Guilherme II, substituiu Hoffman em 1 de novembro como o comandante da I Esquadra, hasteando sua bandeira a bordo do Kaiser Friedrich III; o navio manteve o papel de capitânia da esquadra pelos três anos seguintes, período interrompido apenas durante os exercícios anuais da frota conduzidos entre agosto e setembro. Nessa ocasiões o almirante Hans von Koester, o Inspetor-Geral da Marinha, comandava a frota a partir do Kaiser Wilhelm II. As embarcações da esquadra foram ocupadas com treinamentos individuais ao longo do mês de novembro. Em 17 de novembro de 1900, o Kaiser Friedrich III estava navegando para Kiel depois de realizar seus exercícios de treinamento. O Kaiser Wilhelm II tentou ultrapassar seu irmão, então foi dada a ordem do segundo parar a fim que o primeiro pudesse passar à bombordo e assumir a dianteira. Entretanto, a ordem de voltar a navegar foi dada muito rapidamente e os dois navios colidiram acidentalmente. O Kaiser Friedrich III sofreu pequenos danos em sua proa, enquanto o Kaiser Wilhelm II foi levemente danificado no compartimento que abrigava os motores do leme. Os reparos foram completados em três dias sem a necessidade que nenhum dos dois fosse para a doca seca. Os couraçados começaram seu cruzeiro de treinamento em 4 de dezembro, parando em Larvik na Noruega entre os dias 10 e 12 do mesmo mês. A esquadra retornou para a Alemanha três dias depois.

### Encalhe de 1901
O navio passou por sua manutenção periódica no início do ano de 1901. Os reparos foram completados em meados do mês de março de 1901, período em que os membros da esquadra reuniram-se em Kiel. Em seguida eles começaram uma viagem de treinamento pelo Mal Báltico, parando em Danzig no dia 1º de abril. Lá, Koester informou o príncipe Henrique sobre as iminentes manobras conjuntas entre a marinha e o exército. O Kaiser Friedrich III acabou batendo em uma rocha não mapeada perto do Cabo Arkona, ao norte de Adlergrund, às 1h27min já do dia 2 de abril. A rocha abriu um buraco no lado estibordo do casco e danificou quatro dos compartimentos à prova d'água do couraçado, que então inundaram-se e fizeram o navio adernar para bombordo. Aproximadamente 1200 toneladas de água entraram na embarcação. O choque da colisão também danificou as caldeiras e iniciou um incêndio nos depósitos de carvão que espalhou-se para a sala da caldeira estibordo da popa, forçando a tripulação a desligar os motores. Todos os compartimentos de munição, sala de máquinas e depósitos precisaram ser inundados com o objetivo de impedir que o fogo se espalhasse para esses locais. Dois homens ficaram seriamente feridos enquanto combatiam o incêndio, com um terceiro morrendo de seus ferimentos.
O Kaiser Wilhelm II, que pouco antes também tinha passado por um encalhe menor sem danos, parou ao lado para resgatar a tripulação caso fosse necessário abandonar o navio. A tripulação conseguiu apagar o fogo e conter a inundação. O Kaiser Wilhelm II tentou puxar o Kaiser Friedrich III, porém os cabos se romperam. Nesse momento a tripulação tinha conseguido colocar as caldeiras restantes para funcionar, com a embarcação conseguindo alcançar uma velocidade de cinco nós (9,3 quilômetros por hora). Ele alcançou Kiel em 3 de abril, sendo examinado minuciosamente. Os trabalhadores da doca seca descobriram que oito caldeiras foram seriamente danificadas e que muitas anteparas tinham sido entortadas por causa da pressão da água. A quilha ficou muito danificada com grandes buracos em vários lugares. Todas as três hélices também foram danificadas. Reparos temporários foram realizados em Kiel, que incluíam a vedação dos buracos com cimento e madeira. Os trabalhos terminaram em 23 de abril e o Kaiser Friedrich III partiu para Wilhelmshaven, onde foi descomissionado em 4 de maio a fim de passar pelos reparos definitivos.
As investigações descobriram que o navio farol, que era usado para a navegação pelo canal à noite, estava setecentos metros longe de sua posição e que existiam várias rochas não mapeadas na área. Dessa forma, foi concluído que a equipe de comando do navio não tinha culpa. A investigação recomendou mudanças no projeto da Classe Deutschland, então ainda na fase de planejamento. Enquanto o Kaiser Friedrich III passava por seus reparos, sua tripulação foi transferida para seu irmão recém comissionado SMS Kaiser Wilhelm der Grosse. Os trabalhos foram terminados no começo de novembro, com a embarcação sendo recomissionada no dia 11. O príncipe Henrique e toda a tripulação voltaram. Seguiram-se exercícios pelo restante do mês, com a I Divisão começando uma nova viagem de treinamento para Categate e Escagerraque. Entre 7 e 12 de dezembro os navios pararam em Oslo na Noruega, onde o rei Óscar II da Suécia e Noruega visitou o Kaiser Friedrich III. A frota retornou para Kiel no dia 15.

### Rotina de exercícios

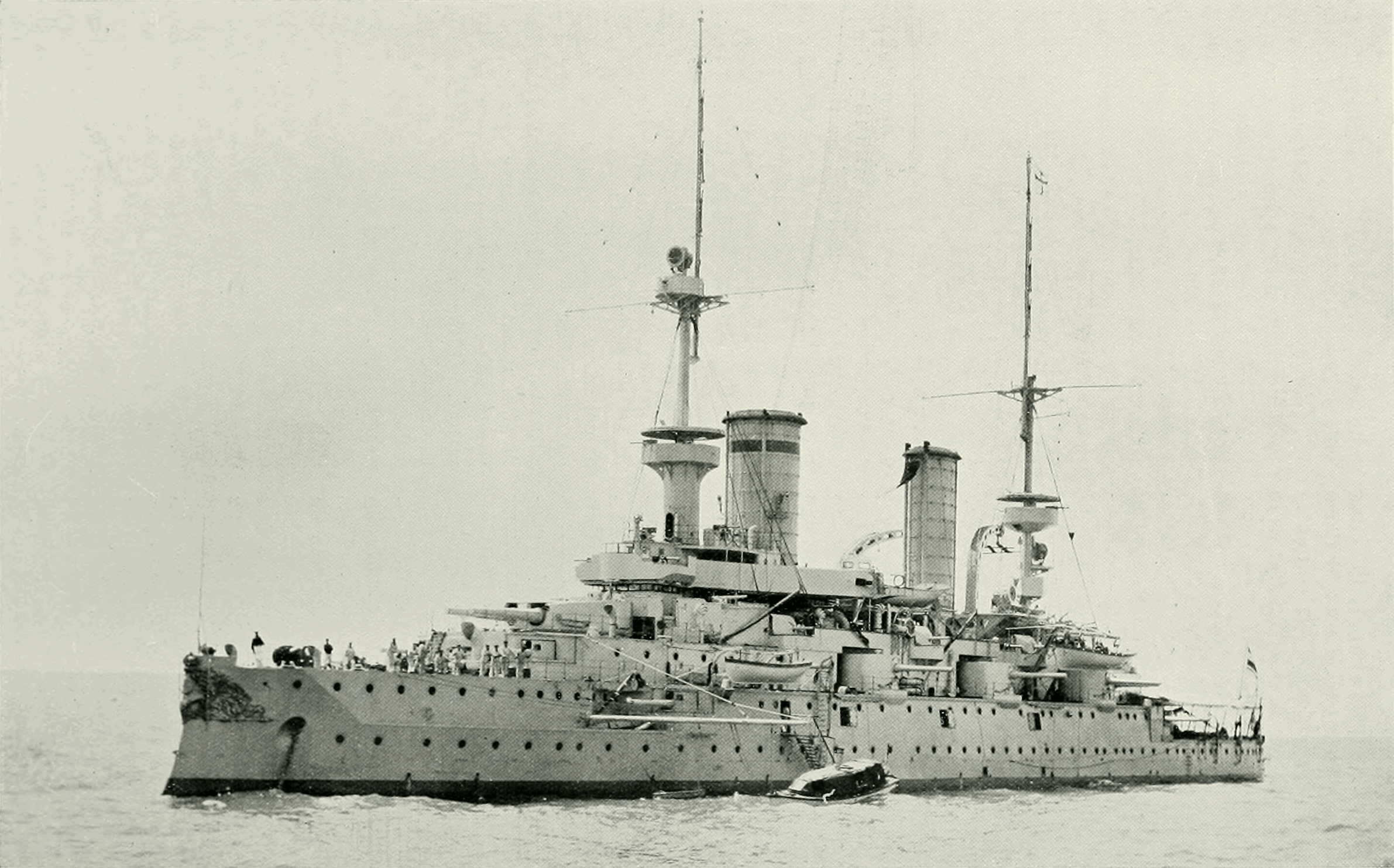
O Kaiser Friedrich III em 1902.

O ano de 1902 começou com as mesmas rotinas de operações de treinamento para a I Esquadra. O último ironclad foi finalmente substituído em fevereiro pelo couraçado SMS Kaiser Karl der Grosse, irmão do Kaiser Friedrich III. A esquadra começou um grande cruzeiro de treinamento em 25 de abril; neste dia, enquanto passavam pelos estreitos dinamarqueses, ocorreu um grande acidente em uma das caldeiras do Kaiser Wilhelm der Grosse, forçando seu retorno para a Alemanha a fim de passar por reparos. O Kaiser Friedrich III e o resto da esquadra continuaram para o Mar do Norte em direção da Escócia. Eles passaram pelo Estuário de Pentland em 29 de abril e viraram-se para o sul para a Irlanda. Os navios pararam brevemente no Fiorde de Swilly em 1 de maio e então procederam para a Baía de Bantry, ancorando em Berehaven cinco dias depois. Lá, o príncipe Henrique visitou seu primo o príncipe Artur, Duque de Connaught e Strathearn, e as embarcações alemãs foram recebidas pela britânica Esquadra do Canal. Os alemães então seguiram para Dublin e depois para as Ilhas Scilly, onde o Kaiser Wilhelm der Grosse os reencontrou. Os navios voltaram para Dublin e foram recebidos por Gerald Cadogan, o Lorde Tenente da Irlanda. Eles começaram sua viagem de volta para casa em 24 de maio, alcançando Kiel após quatro dias.
Os navios da esquadra se ocuparam em junho com treinamentos individuais. O vice-almirante Alfred von Tirpitz, o Secretário de Estado da Marinha, trouxe os membros do comitê de orçamento do parlamento para visitarem a I Esquadra em uma tentativa de convencê-los do valor de continuar a expansão naval. O Kaiser Friedrich III partiu para o Reino Unido novamente no final do mês com o príncipe Henrique para representar a Alemanha na coroação do rei Eduardo VII. Entretanto, a cerimônia precisou ser adiada pois o rei estava com problemas de saúde, assim o navio voltou para Kiel em 30 de junho. A I Esquadra realizou entre 8 e 20 de julho outro cruzeiro de treinamento em águas norueguesas. O Kaiser Friedrich III venceu o Prêmio de Tiro por excelência em artilharia durante o treinamento anual de disparos realizado após seu retorno. A frota reuniu-se em Kiel no dia 17 de agosto para as manobras anuais de treinamento. A embarcação foi designada para a força "hostil", sendo inicialmente encarregada de impedir que a esquadra "alemã" passasse pelo Grande Belt no Mar Báltico. O Kaiser Friedrich III e vários outros couraçados em seguida foram encarregados de forçar sua entrada pelo Rio Elba, onde o Canal Imperador Guilherme e Hamburgo poderiam ser cercados. A flotilha "hostil" realizou esses objetivos em três dias.
A I Esquadra, menos os navios da Classe Wittelsbach, ocupou-se pelo mês de novembro com testes, conduzindo vários pequenos cruzeiros que culminaram no anual cruzeiro de inverno que começou em 1 de dezembro. As embarcações foram para Categate e pararam em Frederikshavn na Dinamarca, continuando então para Bergen, onde ficaram do dia 6 ao 10. O Kaiser Friedrich III e o resto da esquadra voltaram para Kiel dois dias depois. A esquadra foi para o mar novamente em 2 de abril de 1903, iniciando treinamentos de artilharia dois dias depois. Estes exercícios continuaram pelo restante do mês, interrompidos apenas por fortes tempestades. Um cruzeiro de treinamento seguiu-se no mês seguinte; os navios partiram do Rio Elba em 10 de maio e seguiram para o Oceano Atlântico. Eles viraram sul passando por Ouessant em 14 de maio e alcançando a Península Ibérica após cinco dias. Os navios realizaram exercícios de reconhecimento perto de Pontevedra na Espanha e ancoraram em Vigo em 20 de maio. O príncipe Henrique deixou o Kaiser Friedrich III para visitar Madri. A esquadra partiu em 30 de maio. As embarcações passaram pelo Estreito de Dover em 3 de junho e continuaram até Categate, onde encontraram com a I Flotilha de Barcos Torpedeiros, comandada pelo capitão de corveta Franz Hipper, para um ataque de mentira às fortificações de Kiel.
Os navios participaram de mais um treinamento de artilharia em junho e participaram de uma regata em Kiel. Nesse período os alemães receberam a visita de uma esquadra norte-americana. A I Esquadra, que tinha sido fortalecido pela chegada do novo cruzador SMS Arcona, partiu para mais exercícios táticos e de artilharia na semana seguinte junto com a I Flotilha de Barcos Torpedeiros, que ocorreram de 6 a 28 de julho no Mar do Norte. O Kaiser Friedrich III colidiu com o torpedeiro SMS G112 durante as manobras. Um homem foi morto a bordo do G112, porém a embarcação permaneceu flutuando e foi rebocada para Wilhelmshaven. O couraçado teve apenas danos leves. A I Esquadra ficou parado em Arendal na Noruega entre 24 e 27 de julho enquanto os navios menores foram para Stavanger. Os navios retornaram em 28 de julho para Kiel, onde as preparações para as manobras anuais da frota já estavam em andamento, iniciando-se em 15 de agosto. A Frota Doméstica foi reorganizada após a conclusão dos exercícios como a Frota Ativa de Batalha, com Koester substituindo o príncipe Henrique como comandante; este transferiu sua bandeira para o Kaiser Wilhelm II.

### Serviço ocasional
1904 continuou o mesmo padrão dos anos anteriores. O Kaiser Friedrich III participou de um cruzeiro de treinamento para o Reino Unido que incluiu exercícios no Mar do Norte ao longo da costa norueguesa. Durante esse período ele parou em Plymouth, Vlissingen, Lerwick e Molde. As manobras anuais da frota foram realizadas entre 29 de agosto de 15 de setembro, transcorrendo sem incidentes. O Kaiser Friedrich III foi transferido em 1 de outubro para a II Esquadra, onde serviu como capitânia, porém já tinha servido informalmente nessa posição desde 17 de setembro, pois seu antecessor o navio de defesa costeira SMS Hildebrand tinha sido descomissionado. Fischel, nessa altura promovido à vice-almirante, hasteou sua bandeira no couraçado durante a transferência formal. As duas esquadras da frota encerraram o ano com o usual cruzeiro de treinamento no Báltico, que se passou sem problemas. A primeira metade de 1905 foi similarmente sem incidentes para o Kaiser Friedrich III. A frota começou seu tradicional cruzeiro de verão em 12 de julho indo para o norte; pararam em Gotemburgo e Estocolmo na Suécia, respectivamente entre os dias 20 e 24 de julho e 2 a 7 de agosto. A viagem terminou dois dias depois e foi seguida pelas manobras da frota no final do mês. A posição de vice-comandante da I Esquadra foi recriada em 1 de outubro, com o capitão de mar e guerra Hugo von Pohl sendo designado para a função. O Kaiser Friedrich III foi transferido para ser a capitânia de Pohl. A frota realizou seu cruzeiro de treinamento pelo Báltico em dezembro.
O Kaiser Friedrich III seguiu a mesma rotina de exercícios de treinamento ao longo de 1906. Ele venceu o Prêmio de Tiro uma segunda vez durante um exercício de artilharia. O cruzeiro de verão foi para a Noruega, incluindo paradas em Molde de 20 a 26 de julho e em Bergen entre 27 de julho e 2 de agosto. As manobras de outono da frota duraram apenas uma semana, de 7 até 15 de setembro. O Kaiser Wilhelm II substituiu o Kaiser Friedrich III como capitânia do vice-comandante da frota após os exercícios, porém o navio permaneceu na I Esquadra. A frota realizou seu cruzeiro de inverno para o Mar do Norte em vez do Báltico. O ano de 1907 transcorreu similarmente sem grandes eventos; a embarcação participou de três grandes exercícios de treinamento, o primeiro de 8 de maio a 7 de junho, o segundo entre 13 de julho e 10 de agosto, e o último as manobras anuais da frota a partir de 29 de agosto até 14 de setembro. O Kaiser Friedrich III foi descomissionado no Estaleiro Imperial de Kiel diretamente depois das manobras da frota e substituído por seu irmão SMS Kaiser Barbarossa. O navio passou por uma grande modernização depois do descomissionamento. Quatro de seus canhões de 150 milímetros foram removidos enquanto dois canhões de 88 milímetros foram adicionados. Todos os doze canhões automáticos foram removidos, assim como seu tubo de torpedo da popa. A superestrutura foi cortada a fim da reduzir sua tendência a balançar excessivamente, com as chaminés sendo alongadas.
O Kaiser Friedrich III foi designado para a Formação de Reserva no Báltico ao fim de sua reconstrução, passando a maior parte de 1909 e 1910 fora de serviço. Ele foi reativado para as manobras anuais da frota entre agosto e setembro de 1910 com aquilo que tinha sido reorganizado como a Frota de Alto-Mar. O navio foi recomissionado em 2 de agosto e colocado na III Esquadra de Batalha, servindo como a capitânia no vice-almirante Max Rollmann, que chegou a bordo quatro dias depois. A esquadra foi desfeito em 8 de setembro depois das manobras e o Kaiser Friedrich III foi descomissionado outra vez no dia 15. Ele passou a maior parte de 1911 também na reserva, outra vez reativado apenas para as manobras da frota. Seu recomissionamento foi em 31 de julho e a embarcação brevemente serviu como capitânia do contra-almirante Heinrich Saß, vice-comandante da III Esquadra. Os navios inicialmente treinaram individualmente até juntarem-se à frota em 17 de agosto. Os exercícios duraram até 11 de setembro, depois do qual o couraçado foi descomissionado. Esta foi a última vez que o Kaiser Friedrich III serviu ativamente antes do começo da Primeira Guerra Mundial em julho de 1914. Ele e seus irmãos foram colocados em maio de 1912 na Formação de Reserva, tendo substituídos pela Classe Wittelsbach.

### Primeira Guerra
O Kaiser Friedrich III e seus irmãos foram tirados da reserva em agosto de 1914, colocados de volta no serviço ativo e mobilizados como a V Esquadra de Batalha. O navio foi comandando pelo capitão de mar e guerra Alfred Begas. A esquadra recebeu a tarefa de realizar a defesa costeira  no Mar do Norte. As embarcações também foram enviadas para o Báltico em duas ocasiões, de 19 a 26 de setembro e depois de 26 a 30 de dezembro. O príncipe Henrique, comandante das forças navais no Báltico, inicialmente planejou lançar um grande ataque anfíbio contra Windau na primeira operação, porém a falta de transportes forçou uma revisão da ideia. Em vez disso, a V Esquadra carregaria a força de desembarque, porém isto também foi cancelado quando o príncipe recebeu relatórios falsos de que navios britânicos tinham entrado no Báltico no dia 25 de setembro. O Kaiser Friedrich III e seus irmãos voltaram para Kiel no dia seguinte, onde os soldados foram desembarcados. As embarcações então seguiram para o Mar do Norte e retornaram para suas atividades de patrulha. O príncipe Henrique ordenou na segunda operação uma investida para a Gotlândia a fim de atacar os navios russos que poderiam estar na área. Os couraçados encontraram-se com a divisão de cruzadores do Báltico em 26 de dezembro na Baía da Pomerânia e partiram para sua missão. A frota chegou na Gotlândia dois dias depois e mostrou a bandeira alemã, voltando para Kiel em 30 de dezembro por não ter conseguido encontrar nenhum navio russo.
A esquadra retornou ao Mar do Norte, porém foram retirados do serviço pouco depois em fevereiro de 1915. A falta de tripulações treinadas na Frota de Alto-Mar mais o risco de operar navios antigos em tempos de guerra forçaram a desativação do Kaiser Friedrich III e seus irmãos. A embarcação teve sua tripulação reduzida em 6 de março, sendo designada como navio de defesa do porto de Kiel. A equipe da V Esquadra ficou a bordo do navio até 25 de março, quando Begas, agora contra-almirante, foi para o SMS Wörth. O Kaiser Friedrich III foi descomissionado pela última vez em 20 de novembro. Ele foi desarmado e usado como prisão flutuante a partir de 1916. As armas dos navios da Classe Kaiser Friedrich III foram instaladas em baterias costeiras; oito canhões foram colocados no molhe perto de Libau e quatro em cada uma das ilhas Norderney e Sylt. O navio foi para Flensburg no ano seguinte e foi usado como alojamentos; mais tarde no mesmo ano ele foi transferido para Swinemünde. A guerra terminou em novembro de 1918 e o Kaiser Friedrich III foi retirado da lista naval em 6 de dezembro de 1919, sendo subsequentemente vendido para uma firma de desmontagem sediada em Berlim. A embarcação foi desmontada em 1920. O ornamento de sua proa está atualmente em exibição no Museu Bundeswehr de História Militar em Dresden.